# Izobilny
Izobilny (em russo:  Изобильный) é uma cidade na Rússia, localizada no Krai de Stavropol. Fica distante 54 km noroeste da cidade de Stavropol. Sua população é de 38.926 habitantes.

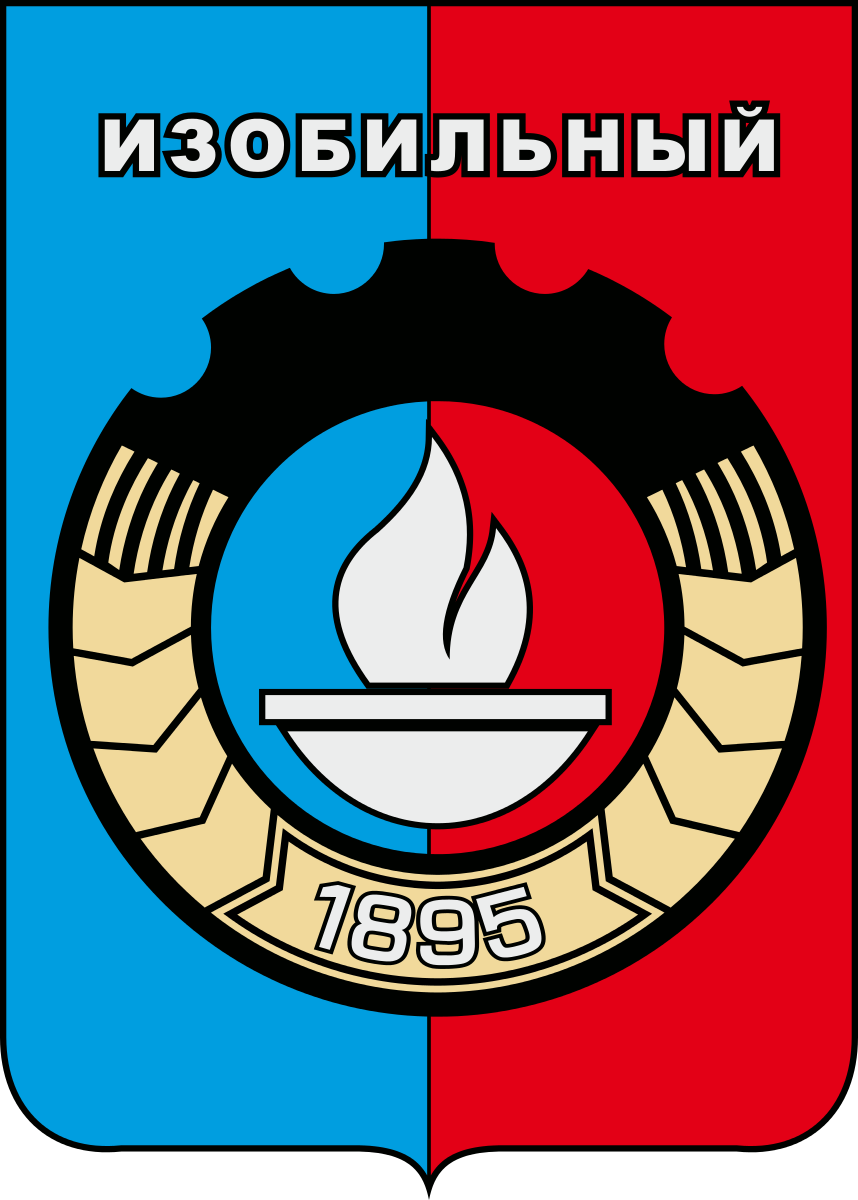
Brasão de Armas de Izobilny

A cidade foi fundada em 1895 devido a uma construção de uma ferrovia. Recebeu estatuto de cidade em 1965. 